# Tanger-Tétouan-Al Hoceïma

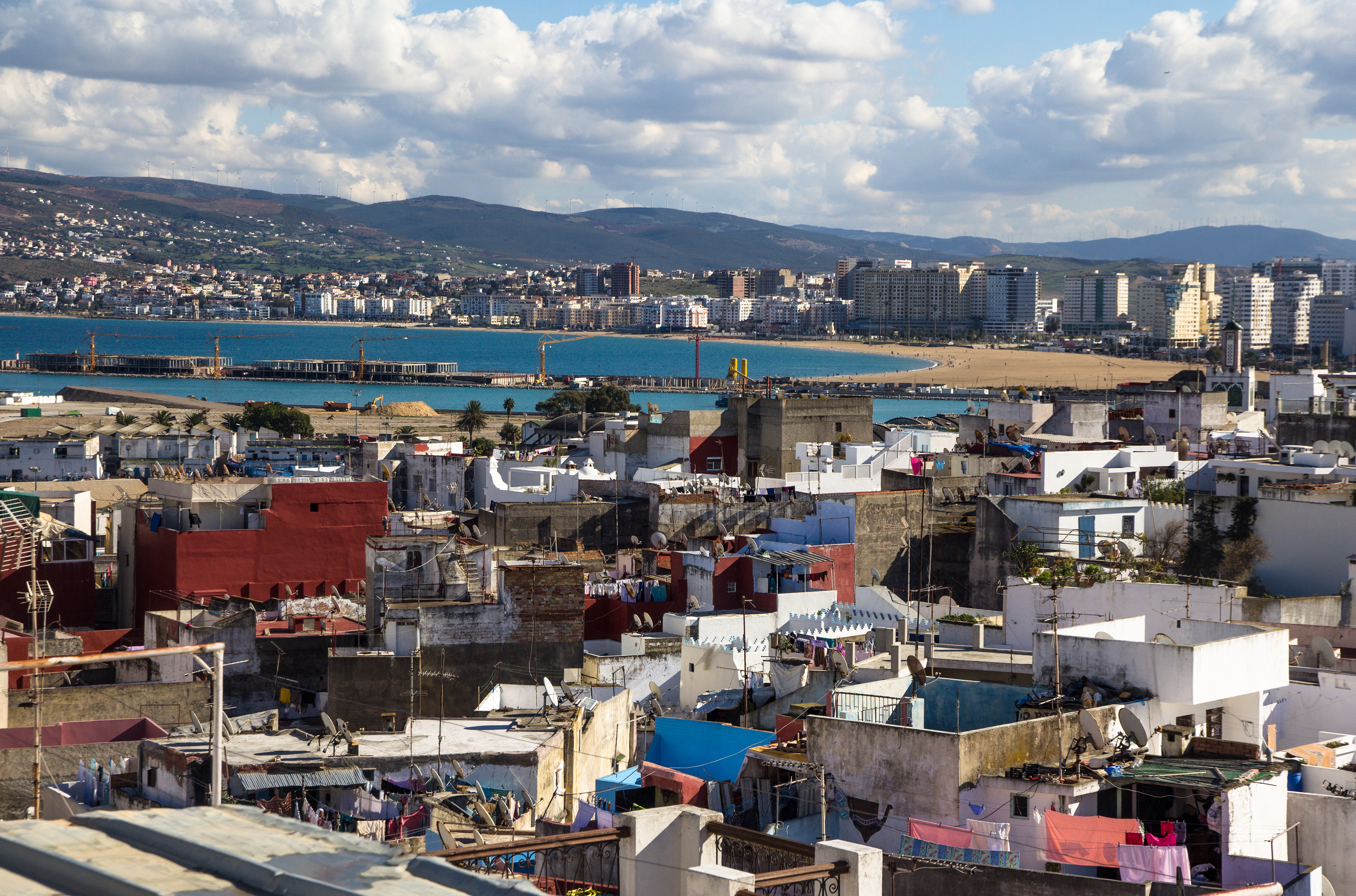
Alt- und Neustadt von Tanger

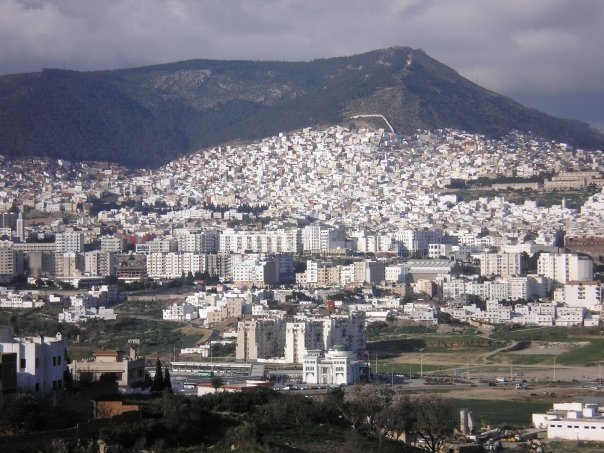
Tétouan

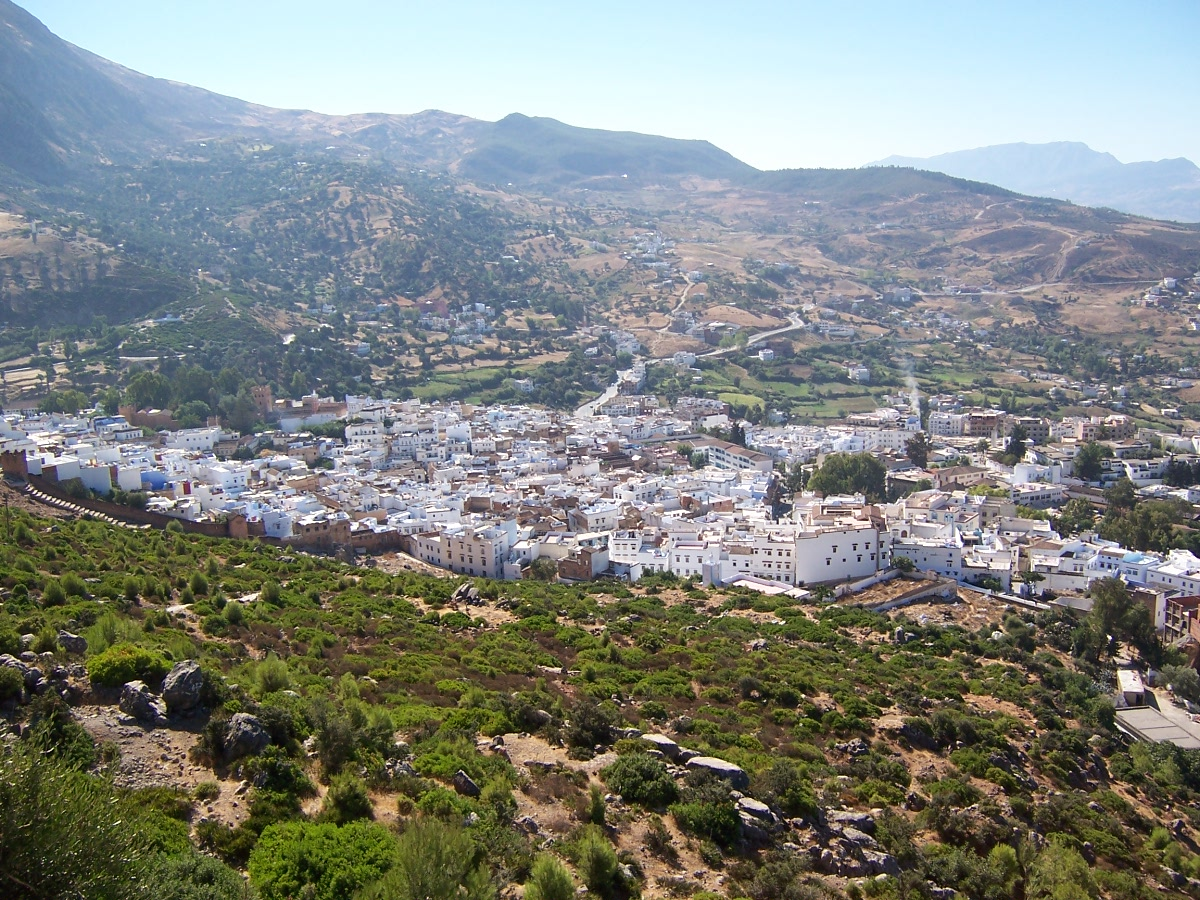
Chefchaouen im Rifgebirge

Die Region Tanger-Tétouan-Al Hoceïma (arabisch طنجة - تطوان - الحسيمة, marokkanisches Tamazight ⵟⴰⵏⵊⴰ -ⵜⵉⵟⵡⴰⵏ- ⵍⵃⵓⵙⵉⵎⴰ Ṭanja-Tiṭwan-Lḥusima) ist die nördlichste der – nach einer Verwaltungsreform im Jahr 2015 neuentstandenen – zwölf Regionen Marokkos. Der Name der Region leitet sich ab von den drei großen Städten Tanger, Tétouan und Al Hoceïma, die – abgesehen vom internationalen Status Tangers – von 1912 bis 1956 zur spanischen Einflusssphäre in Marokko gehörten. Die Hauptstadt der Region ist die Stadt Tanger.

## Geographie
Die Region Tanger-Tétouan-Al Hoceïma wird geographisch und klimatisch geprägt von den Küsten des nördlichen Atlantik einerseits und des Mittelmeers andererseits, hinter denen sich das Rifgebirge bis zu einer Höhe von annähernd 2450 m (Jbel Tidirhine) erhebt. Es gibt zahlreiche Strände bei Larache und Asilah am Atlantik oder bei Belyounech, Restinga-Smir, Oued-Laou und Martil am Mittelmeer. Das Klima ist für marokkanische Verhältnisse eher gemäßigt; die jährlichen Niederschlagsmengen entsprechen zumeist denen in Mitteleuropa, wobei die Gegend um Al Hoceïma bereits deutlich regenärmer ist.

## Bevölkerung
In der gesamten Region Tanger-Tétouan-Al Hoceïma leben etwa 4 Millionen Menschen arabischer und berberischer Abstammung auf einer Fläche von rund 16.150 km². Etwa ein Drittel der Bevölkerung lebt in ländlichen Gebieten (communes rurales), zwei Drittel leben in Städten (municipalités).

## Wirtschaft
Die Wirtschaft basiert traditionell auf dem Feldbau und der Viehzucht, doch haben sich in den letzten Jahrzehnten des 20. Jahrhunderts und den ersten Jahrzehnten des 21. Jahrhunderts – z. T. in Kooperation mit der EU – auch kleine bis mittlere Betriebe im Bereich der Fischverarbeitung sowie der innermarokkanische und internationale Tourismus stark entwickelt.

## Provinzen
Die Region besteht aus folgenden Präfekturen und Provinzen, deren Hauptstädte oft denselben Namen haben:
- Provinz Al Hoceïma
- Provinz Chefchaouen
- Provinz Fahs-Anjra
- Provinz Larache
- Präfektur M’Diq-Fnideq
- Provinz Ouezzane
- Präfektur Tanger-Asilah
- Provinz Tétouan